# Кошелєва Раїса Василівна
Раїса Василівна Ко́шелєва (28 серпня 1930, Красноє Ехо) — радянський вчений в області плодівництва і виноградарства. Доктор сільськогосподарських наук з 1981 року, заслужений агроном Туркменської РСР.

## Біографія
Народилася 28 серпня 1930 року в селищі міського типу Красноє Ехо Гусь-Хрустального району Владимирської області РРФСР. У 1955 році закінчила Московську сільськогосподарську академію імені К. А. Тімірязєва. Працювала на науково-дослідній і керівній роботі. Член КПРС з 1959 року. З 1965 року завідувач відділом технології обробітку плодових культур і винограду Туркменського науково-дослідного інституту землеробства.

## Наукова діяльність
Вивчала питання біології, фізіології, агротехніки, спеціалізації і розміщення плодових культур і винограду в умовах Туркменістану. Під її керівництвом і при безпосередній участі були розроблені і широко впроваджувалися науково обґрунтовані прийоми прогресивної технології обробітку плодових культур і винограду, які сприяли більш інтенсивному використанню зрошуваних земель зони Каракумського каналу. Автор 135 наукових робіт.